# Faust (opera)

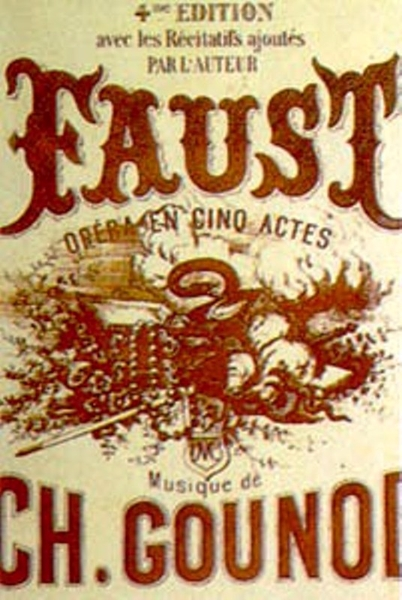

Faust là vở opera nổi tiếng nhất của nhà soạn nhạc người Pháp Charles Gounod. Những người viết lời cho tác phẩm này là Jules Barbier và Michel Carré. Họ đã dựa vào chính vở kịch của Carré có tên Faust et Marguerite để có thể thực hiện công việc của mình. Faust được sáng tác vào năm 1859. Trong vở opera này, hợp xướng của những người lính trở thành đoạn nổi tiếng nhất của tác phẩm. Gounod tuy sáng tác opera nhiều, những chỉ thành công thực sự với Faust.

## Âm thanh
| Vở opera Faust của Gounod, khúc Le veau d'or |  |
|                                              |  |
|                                              |  |

| [[:File:\|Vở opera Faust của Gounod, phần nhân vật Marguerite]] |  |
| [[File:\|220px\|Thông tin]]                                     |  |
|                                                                 |  |

| Vở opera Faust của Gounod, khúc Ah je ris de me voir si belle, do Nellie Melba thể hiện |  |
|                                                                                         |  |
|                                                                                         |  |

| Vở opera Faust của Gounod, khúc O merveille!... A moi les plaisirs, do Enrico Caruso và Marcel Journet thể hiện |  |
| Thông tin |  |
| |  |

| Vở opera Faust của Gounod, khúc serenade của Mephistopheles |  |
|                                                             |  |
|                                                             |  |